# Mansudae-Kunststudio
Das Mansudae-Kunststudio ist ein Atelier in der nordkoreanischen Hauptstadt Pjöngjang im Stadtteil P’yŏngch’ŏn-guyŏk. Mit einer Gesamtfläche von 120.000 Quadratmetern ist es die größte und bedeutendste Kunstproduktionsstätte Nordkoreas.
Es besteht seit 1959 und beschäftigt etwa 4000 Angestellte, darunter etwa 1000 ausgebildete Maler, Bildhauer und weitere Künstler.
In dem Studio befinden sich 13 Kreativgruppen und sieben Fabriken. Hergestellt werden unter anderem Bronzefiguren, Ölgemälde, Keramikskulpturen, Holzschnitte und Ähnliches.
Das Kunststudio ist zudem Produktionsstätte zahlreicher monumentaler Statuen in Nordkorea und kommt über das Bauunternehmen Mansudae Overseas Projects auch internationalen Aufträgen nach.

## Geschichte

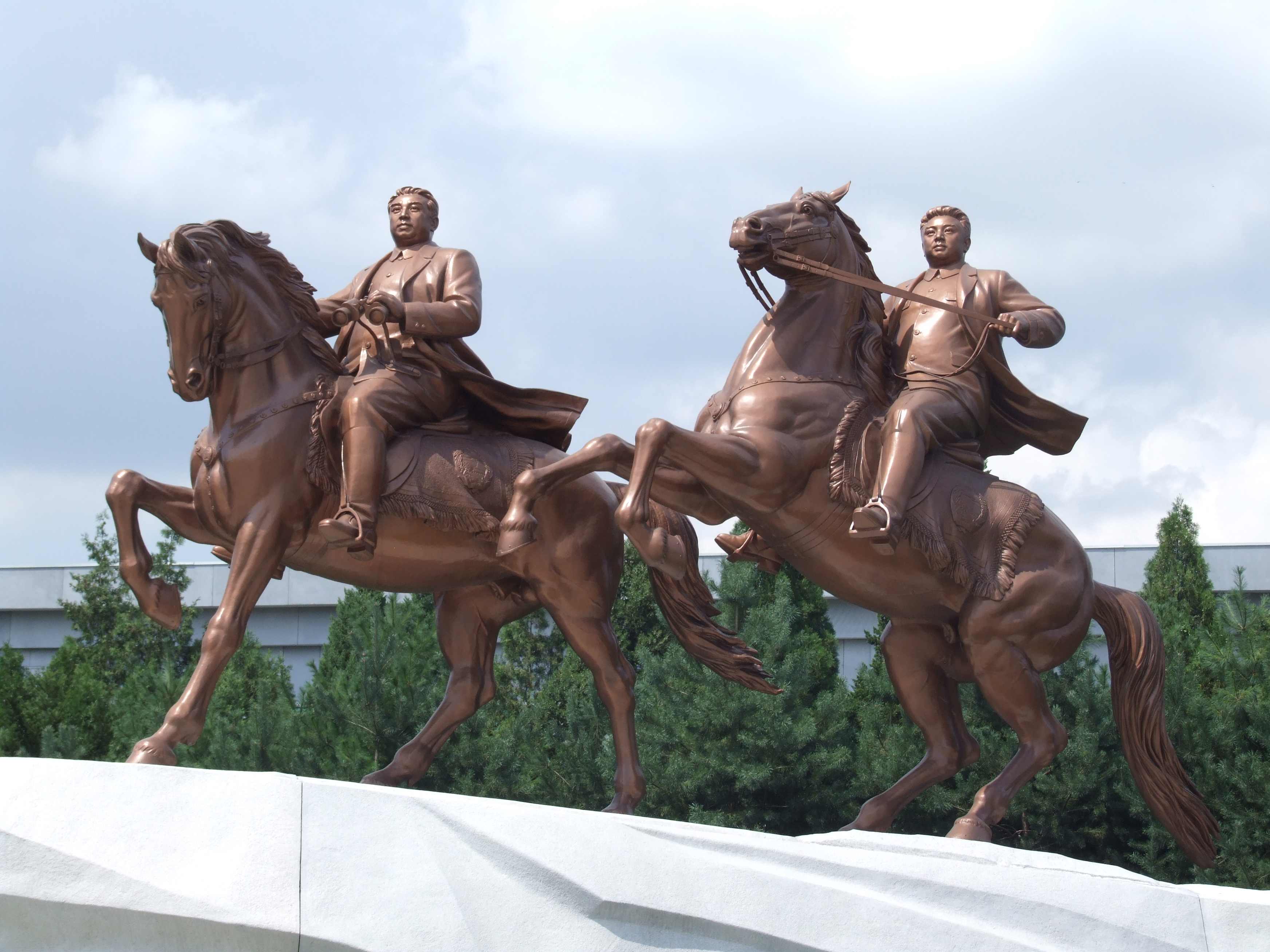
Erste Bronzefigur mit Kim Jong-il (Gelände des Kunststudios in Nordkorea)

Das Mansudae-Kunststudio wurde am 17. November 1959 gegründet.
2005/06 wurden im Mansudae-Kunststudio die im Zweiten Weltkrieg eingeschmolzenen Bronzefiguren des Frankfurter Märchenbrunnens anhand von Fotografien aus den 1920er Jahren rekonstruiert. Die Kontakte wurden im Vorfeld der Buchmesse 2004 geknüpft, um Nordkorea zur Teilnahme an der Messe zu bewegen und den Reformprozess des sozialistischen Landes zu bestärken.
In Genua, Italien fand vom 17. Mai bis zum 17. Juni 2007 die erste Ausstellung des Studios im westlichen Kulturraum statt.
2011 ging die Südkoreanische Polizei gegen einen Schmugglerring vor, der Gemälde aus dem Kunststudio über China nach Südkorea geschmuggelt hatte, um Devisen für das Land Nordkorea zu erhalten. Die Polizei schätzte die Einnahmen, die das Studio durch das Schmuggelgeschäft erhielt, auf etwa 5500 Euro jährlich. Außerdem habe das Studio etwa die Hälfte des Gewinns aus dem Verkauf der Gemälde erhalten.
Am 14. Februar 2012, zwei Tage vor dem Tag des strahlenden Sterns, wurde auf dem zentralen Platz des Kunststudios im Rahmen einer feierlichen Zeremonie eine neue monumentale, 5,70 Meter hohe Bronzefigur enthüllt, die Kim Il-sung und Kim Jong-il als Reiter darstellt. Es handelt sich dabei um die erste der für Nordkorea typischen Führerdarstellungen aus Bronze, die den am 17. Dezember 2011 gestorben General Kim Jong-il nachbildet. Zuvor befand sich nur eine Einzelstatue von dem reitenden Kim Il-sung auf dem Platz.

## Bekannte Künstler

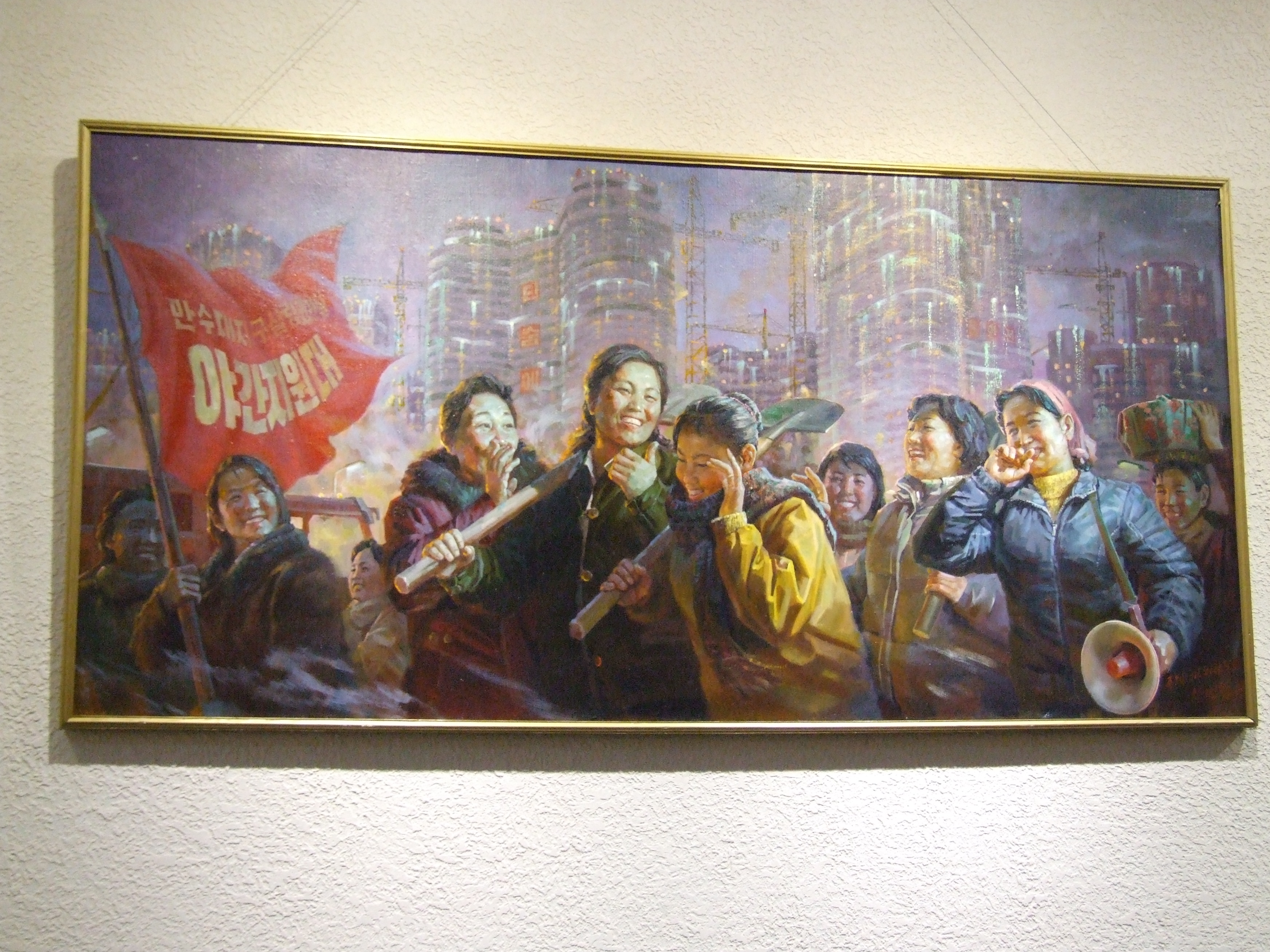
Im Mansudae-Kunststudio gefertigtes Gemälde

- Kim Song Gun